# Demonax planicollis
Demonax planicollis là một loài bọ cánh cứng trong họ Cerambycidae.